# Borís Bukréiev
Borís Bukréiev   (Lgov, 25 d'agost de 1859 (Julià) - Kíiv, 2 d'octubre de 1962) va ser un matemàtic rus especialitzat en geometria que va ser professor universitari durant més de setanta-cinc anys.

## Vida i Obra
El pare de Bukreiev era un graduat de la universitat de Jarkov que feia de mestre d'història i geografia. Bukreiev va rebre la seva formació inicial dels pares i va cursar estudis secundaris al institut de Kursk. El 1878, amb dinou anys, ingressa a la facultat de matemàtiques i ciències naturals de la universitat de Sant Volodímir de Kíev, en la qual rep classes de matemàtiques de Iermakov i de Vashchenko-Zakharchenko, de física de Romer i de mecànica de Schiller i Avenarius. Vashchenko-Zakharchenko va tenir una forta influència en la seva obra posterior, especialment en el camp de la geometria.
De 1884 a 1886, després de graduar-se, va donar classes a la universitat de dones, mentre treballava en la seva tesi doctoral sobre funcions el·líptiques i el 1887, és admès com a professor adjunt a la universitat de Kíev. Aquest mateix any, amb una beca del Ministeri d'Ensenyament Rus, és enviat a fer dos cursos d'ampliació d'estudis a Berlín, on va tenir oportunitat d'assistir a les classes de Weierstrass, Kronecker i Fuchs. Aquest darrer el va impressionar tant que la seva tesi doctoral (1889) va ser precisament sobre funcions fuchsianes. Des d'aquesta data fins al 1959 en que es va retirar (setanta anys) va ser professor de matemàtiques de la universitat de Kiev.
Bukreiev va ser autor de nombrosos articles científics i llibres de text. Va ser membre de la Societat de Matemàtiques i Física de Kíev, membre honorari de la Societat Matemàtica de Moscou, també va obtenir una medalla en honor del 250 aniversari del naixement de Leonard Euler. Malgrat les seves escasses conviccions polítiques, també va rebre l'Orde de Lenin i l'Orde de la Bandera Roja del Treball.
Bukreiev és recordat com un destacat especialista en teoria de funcions i en geometria, seguidor dels ensenyaments de Lobachevski. És sorprenent la seva extraordinària longevitat creativa, ja que als 96 anys encara va escriure un llibre de text i, ja que no es va retirar fins després del seu centenari. El seu fill, Evgeni Borisovich, va ser un eminent cirurgià.

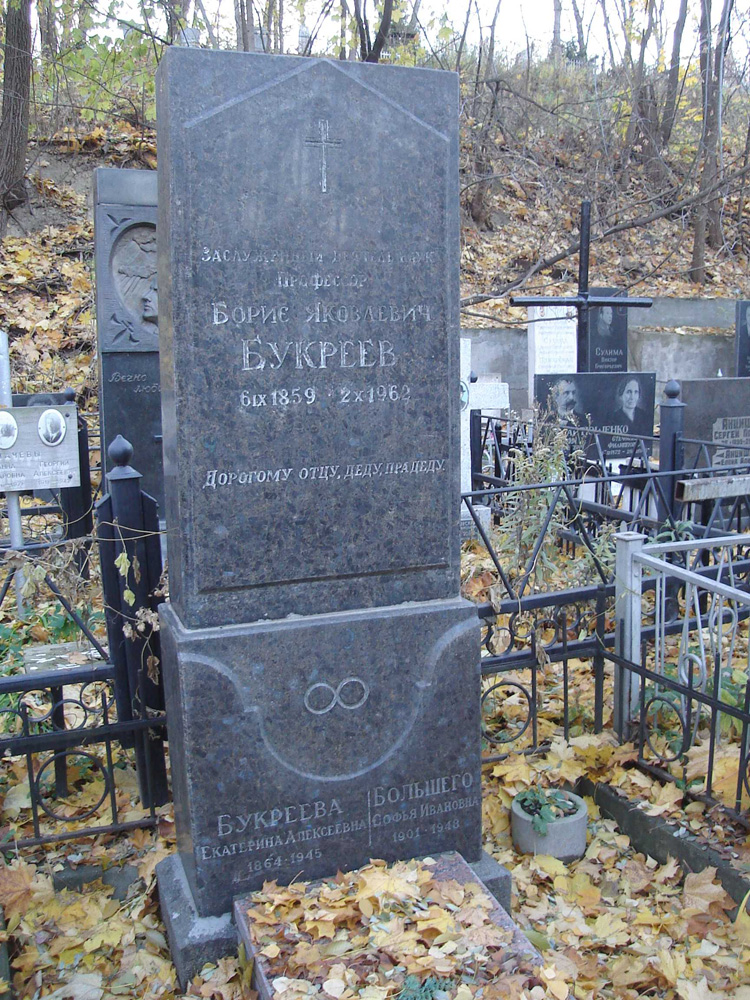
Tomba de Bukreiev al cementiri de Kíev